# Protestas en Mongolia Interior de 2011

Ubicación de la Liga Xilingol (rojo) en Mongolia Interior (naranja), donde ocurrieron la mayoría de las protestas

Las protestas en Mongolia Interior de 2011 fueron una serie de protestas y disturbios a causa de un pastor de etnia mongol que fue asesinado por un conductor de camión de carbón cerca de Xilinhot, Mongolia Interior, China. El incidente, junto con las quejas por el desarrollo minero en la región y la erosión percibida del estilo de vida tradicional de los pueblos indígenas, dio lugar a una serie de protestas en Mongolia Interior. Unos 2000 estudiantes participaron en protestas en la sede del Partido Comunista, seguidas de manifestaciones de estudiantes de secundaria en el área de Xilinhot. Según los informes, algunas escuelas secundarias y universidades con grandes poblaciones de etnia mongola estaban "cerradas". El gobierno de Mongolia Interior bajo Hu Chunhua reforzó la seguridad en las ciudades de Mongolia Interior, incluido el envío de tropas de la Policía Armada Popular al centro de Hohhot.
Para abordar los problemas subyacentes, el gobierno brindó una compensación a la familia de la víctima, promulgó regulaciones ambientales más estrictas y destituyó al jefe del Partido Comunista local. El conductor del camión fue juzgado, declarado culpable de asesinato y condenado a muerte.
Las protestas son las primeras protestas étnicas mongoles a gran escala en China en unos veinte años. Aunque las protestas recibieron elogios y apoyo de los grupos de autodeterminación de Mongolia Interior en el extranjero, no hubo una reacción perceptible del gobierno de la vecina Mongolia.

## Causas

### Muerte de Mergen
El 10 de mayo, un pastor de etnia mongol llamado Mergen impedía que una empresa minera, Liaoning Chencheng Industry and Trade Group, pasara a sus pastizales. Luego fue atropellado por un conductor de camión de carbón de etnia han llamado Li Lindong. Después de la colisión, el cuerpo del pastor fue arrastrado por más de 30 metros. La población mongola local estaba enojada por el incidente y organizó protestas en edificios gubernamentales el 25 de mayo. El 24 de mayo, en un intento por contener la situación, las autoridades de la Liga Xilin Gol realizaron una conferencia de prensa en la que anunciaron el arresto del camionero y prometieron tratar con el sospechoso de "manera expedita".

## Eventos
El 25 de mayo, unos 2000 estudiantes de varias escuelas secundarias de la ciudad, junto con pastores nómadas, organizaron protestas en los edificios gubernamentales de la Liga en Xilinhot. Los temas de la protesta habían evolucionado desde la muerte de un individuo hasta las quejas colectivas por la destrucción ecológica de las praderas de Mongolia Interior y la integridad de la patria de los mongoles étnicos.
El 27 de mayo, las autoridades locales anunciaron la ley marcial en la región. Se enviaron unos 300 policías antidisturbios y se detuvo a cuarenta manifestantes. Las escuelas estaban cerradas ya que los estudiantes estaban confinados a los terrenos del campus durante el fin de semana. Las tropas paramilitares custodiaban las principales avenidas donde se ubicaban los edificios gubernamentales.
Aunque las protestas se limitaron inicialmente a la región de Xilin Gol, unas 150 personas protestaron en la capital, Hohhot. El gobierno de Mongolia Interior, bajo los auspicios de Hu Chunhua, adoptó una actitud de "no correr riesgos" y envió fuerzas policiales y paramilitares para acordonar la plaza principal de la ciudad. Varias de las escuelas secundarias de la ciudad confinaron a los estudiantes a los terrenos del campus. En la Universidad para Nacionalidades de Mongolia Interior en Tongliao, en la parte oriental de la provincia, se prohibió a los estudiantes abandonar los terrenos del campus. Las autoridades también actuaron rápidamente para interrumpir las comunicaciones móviles e Internet en un intento de contener más protestas.

## Informes
Durante los disturbios, grupos independentistas y anexionistas como el Centro de Información de Derechos Humanos de Mongolia Meridional (SMHRIC) se convirtieron en fuentes para los medios extranjeros de denuncias no confirmadas de tensiones, lo que llevó a China a criticar a grupos extranjeros que, según dice, están "tratando de jugar este incidente por motivos ocultos". Los informes iniciales de los medios occidentales describieron las protestas como "disturbios étnicos" y las compararon con los disturbios tibetanos de 2008 y los disturbios de Ürümqi en julio de 2009, pero el director de SMHRIC dijo que las protestas se centraron en los derechos legales de los pastores y que "no hicieron mención a una mayor autonomía o independencia". Una editorial del Global Times del Partido Comunista criticó al SMHRIC por tener "poca conexión con la situación local" y criticó a los medios extranjeros por interpretar la política étnica en las protestas, diciendo que "las protestas no vieron violencia entre diferentes grupos étnicos".
Varios de los manifestantes de etnia mongol dijeron que sus protestas no estaban relacionadas con las protestas de la Plaza de Tiananmen de 1989. El Centro de Información de Derechos Humanos de Mongolia Meridional (SMHRIC) informó que un investigador de la Universidad Hohhot de Mongolia dijo: "El incidente del 4 de junio no tiene nada que ver con nuestras protestas en Mongolia. Nosotros, los mongoles, estamos tratando de liberarnos de cualquier forma de control chino, autoritario o democrático por igual. Nuestra lucha es contra una ocupación extranjera".
Después del incidente, China acusó a "fuerzas extranjeras" no especificadas de explotar las protestas. Li Datong, ex editor de Freezing Point, fue entrevistado por la versión china de la BBC el 30 de mayo sobre el tema. Ya en la década de 1990, estuvo en Xilinhot y advirtió sobre el mal uso de los pastizales mongoles y problemas étnicos relacionados. Dijo que incluso cuando se permite que los pequeños grupos minoritarios formen representantes, a menudo no se confía en estos representantes. Dijo además que en el pasado, la República de China con las cinco razas bajo una Unión permitió que diferentes razas vivieran juntas.

## Consecuencias
El presunto conductor fue arrestado. El presidente de la empresa, Guo Shuyun, visitó a la familia del pastor fallecido, se inclinó ante los familiares y se disculpó por la participación de su empresa en el incidente. Prometió respetar a la población local y proteger el medio ambiente. El subsecretario del partido para Mongolia Interior también visitó a la familia del pastor para expresar su dolor y dijo que los sospechosos serían "severamente castigados de acuerdo con la ley", mientras que el jefe del Partido Comunista de Xilin Gol fue destituido. La familia recibió 10 000 yuanes y el gobierno anunció cambios en las reglas de minería para disminuir el impacto de la industria en los residentes y el medio ambiente. Li, el camionero, fue juzgado públicamente y declarado culpable de asesinato en el Tribunal Popular Intermedio de la Liga Xilin Gol; fue condenado a muerte el 8 de junio. El pasajero sentado a su lado fue sentenciado a cadena perpetua, y otros dos hombres que ayudaron al camión a evadir a la policía fueron condenados a tres años de cárcel. Los cuatro condenados apelaron sus sentencias, pero el hermano de Mergen expresó su gratitud por el veredicto.

## Eventos similares
El 15 de mayo en Abag Banner, Mongolia Interior, otro minero de carbón chino han llamado Sun Shuning (孙树宁) conducía un montacargas y golpeó a Yan Wenlong (闫 文 龙), un manchú de 22 años. Yan dirigió a un grupo de 20 personas a protestar por el ruido, el polvo y la contaminación. Cuando comenzaron a destruir propiedades, se produjo un enfrentamiento. En el enfrentamiento Yan murió y 7 personas resultaron heridas.
- Datos: Q4621514

1. ↑  «Police in Inner Mongolia on high alert over planned protests». SCMP.com. Archivado desde el original el 4 de abril de 2012. Consultado el 31 de mayo de 2011.
2. ↑  «自由電子報 - 內蒙掀示威潮 中國封城、封校、斷網». Libertytimes.com.tw. Archivado desde el original el 2 de junio de 2011. Consultado el 31 de mayo de 2011.
3. ↑  «Three thousand Inner Mongolian students protest death of herder (内蒙两千学生抗议牧民被煤车碾死)» (en chino). BBC中文网. Archivado desde el original el 27 de mayo de 2011. Consultado el 25 de mayo de 2011.
4. ↑  «中国内蒙爆发30年最大规模抗议活动 | 中文主页 | Chinese». web.archive.org. 27 de mayo de 2011. Archivado desde el original el 27 de mayo de 2011. Consultado el 17 de agosto de 2021.
5. 1 2  «中国内蒙部分地区实行戒严 | 中文主页 | Chinese». web.archive.org. 3 de septiembre de 2011. Archivado desde el original el 3 de septiembre de 2011. Consultado el 17 de agosto de 2021.
6. ↑  «China police seal off restive Inner Mongolia towns». Associated Press. Archivado desde el original el 1 de junio de 2011. Consultado el 28 de mayo de 2011.
7. ↑  «呼和浩特市继续戒严，互联网被部分切断 | 中文主页 | Chinese». web.archive.org. 30 de mayo de 2011. Archivado desde el original el 30 de mayo de 2011. Consultado el 17 de agosto de 2021.
8. ↑  Bower, Eve (30 de mayo de 2011). «Inner Mongolia official disputes report of martial law in region». CNN. Archivado desde el original el 7 de septiembre de 2020. Consultado el 30 de mayo de 2011.
9. 1 2  Wu, Zhong (8 de junio de 2011). «Green motives in Inner Mongolian unrest». Asia Times. Archivado desde el original el 12 de julio de 2011. Consultado el 11 de junio de 2011.
10. ↑  Ding, Xiao (31 de mayo de 2011). «Mongolian Students Locked In». Radio Free Asia. Archivado desde el original el 7 de septiembre de 2020. Consultado el 11 de junio de 2011.
11. ↑  Reported by Tian Yi for RFA's Mandarin service and by Wen Yuqing for the Cantonese service. Translated and written in English by Luisetta Mudie. (5 de junio de 2011). «Inner Mongolia in 'War-Like State'». Radio Free Asia. Archivado desde el original el 7 de septiembre de 2020. Consultado el 12 de junio de 2011.
12. ↑  Spegele, Brian (1 de junio de 2011). «China Says Foreigners Fuel Unrest in Mongolia - WSJ.com». Online.wsj.com. Archivado desde el original el 7 de septiembre de 2020. Consultado el 6 de junio de 2011.
13. 1 2 3  «英媒：内蒙抗议是民间多年积怨所致_多维新闻网». web.archive.org. 10 de julio de 2011. Archivado desde el original el 10 de julio de 2011. Consultado el 17 de agosto de 2021.
14. ↑  «Inner Mongolians vow protests will continue». SCMP.com. Archivado desde el original el 4 de abril de 2012. Consultado el 31 de mayo de 2011.
15. ↑  «Officials pledge to compensate herdsmen». SCMP.com. Archivado desde el original el 6 de junio de 2011. Consultado el 31 de mayo de 2011.
16. ↑  «Inner Mongolia Unrest Prompts China to Change Mining Rules». Bloomberg LP. 30 de mayo de 2011. Consultado el 30 de mayo de 2011.
17. ↑  «Death sentence for killing Mongol herder». China Daily. 9 de junio de 2011. Archivado desde el original el 7 de septiembre de 2020. Consultado el 11 de junio de 2011.
18. 1 2  «即時新聞 - 明報新聞網». web.archive.org. 7 de septiembre de 2020. Archivado desde el original el 7 de septiembre de 2020. Consultado el 17 de agosto de 2021.
19. ↑  «內蒙示威抗議 中方批評境外勢力煽風點火_多維新聞網». web.archive.org. 10 de julio de 2011. Archivado desde el original el 10 de julio de 2011. Consultado el 17 de agosto de 2021.
20. ↑  «China News Headlines | Hong Kong's premier newspaper online». SCMP.com. 31 de mayo de 2011. Archivado desde el original el 6 de junio de 2011. Consultado el 6 de junio de 2011.